# Comté de Banks
Pour les articles homonymes, voir Banks.
Le comté de Banks est un comté de Géorgie, aux États-Unis.

## Démographie
| 1860  | 1870  | 1880  | 1890  | 1900   | 1910   |
| ----- | ----- | ----- | ----- | ------ | ------ |
| 4 707 | 4 973 | 7 337 | 8 562 | 10 545 | 11 244 |

| 1920   | 1930  | 1940  | 1950  | 1960  | 1970  |
| ------ | ----- | ----- | ----- | ----- | ----- |
| 11 814 | 9 703 | 8 733 | 6 935 | 6 497 | 6 833 |

| 1980  | 1990   | 2000   | 2010   | - | - |
| ----- | ------ | ------ | ------ | - | - |
| 8 702 | 10 308 | 14 422 | 18 395 | - | - |